# Treo
Les Treo sont une ligne de smartphones, initialement développée par la société Handspring, et reprise depuis par la société Palm, Inc..
Les Treo peuvent être considérés comme les premiers smartphones commercialisés. En effet, ils sont constitués d'un assistant personnel (PDA) fonctionnant sous Palm OS ou sous Windows Mobile, doté de fonctionnalités de téléphonie avancées, supportant les normes GSM, GPRS ou EDGE. 
Les appareils de type Treo se distinguent par leur clavier situé immédiatement au-dessous de leur écran. Initialement développée sur plateforme Palm OS, les derniers modèles de Treo supportent également Windows Mobile.
Les différents modèles de Treo ont en commun :
- un écran 320×320 ou 320×240
- un clavier situé sous l'écran
- le support de la norme Bluetooth
- l'absence de Wi-Fi

## Modèles
Depuis l'origine de cette gamme de produits, près d'une dizaine de modèles différents sont sortis.
Les modèles 90, 180, 180 g, 270 et 300 ont été développés par Handspring (en).
Les modèles 600, 650, 680, 700 et 750 ont été développés par Palm, Inc..
Le Centro est apparu à la fin de l'année 2007.

## Liens
- (fr) Tout sur les Treo
- (fr) Le site de Palm
- (fr) Site communautaire sur les Treo